# JAM (労働組合)
産業別労働組合ジェイ・エイ・エム（英語: Japanese Association of Metal, Machinery, and Manufacturing workers）、通称JAM（ジャム）、ものづくり産業労働組合は、日本の産業別労働組合である。日本労働組合総連合会（連合）、全日本金属産業労働組合協議会（金属労協）に加盟している。
機械・金属製造業の中小企業にて働く労働者を組織する産業別労働組合であり、現在約34万人の組合員がいる。この組合員数は連合内で5番目であり、1人でも加入できる労働組合（合同労働組合）である。100人以下の組合が6割、4分の1が30人以下の組合で占めている。
連合に加盟する産業別労働組合の中で、JAMは5番目の勢力を占めている。

## 沿革
1999年9月9日に、ゼンキン連合と全国金属機械労働組合（金属機械）が組織統合して結成された。

## 加盟組合
加盟組合は17の地方部会に所属している他、大手企業の労組は大手労組会議を組織している。

### 大手労組会議参加組合
- アズビル労組
- 井関農機労組
- NOKグループユニオン
- NTN労組
- オークマ労組
- カシオ労連
- KYB労組
- クボタユニオン
- 栗本鉄工所労組
- 小糸製作所労組
- コマツユニオン
- コロナ労組
- 三協立山労組
- サンデン労組
- ジーエス・ユアサ労組
- JVCケンウッド労組
- ジーテクト労組
- 島津労組
- 菊水製作所労組
- CKD労組
- シチズン労組
- セイコー労連
- JUKI労組
- 全矢崎労組
- ダイキン工業労組
- 大同工業労組
- タカラスタンダード労組
- タダノ労組
- 津田駒工業労組
- TDK労組
- TPR労組
- 東京製綱労組
- ナブテスコ労組
- ニコン労組
- 日本精工労組
- 日本製鋼所労組
- 日本製鋼所室蘭労組
- 日本電子連合労組
- 浜松ホトニクス労組
- 不二越労組
- 不二サッシユニオン
- ボッシュ労組
- ミツミユニオン
- 美和ロック労組
- 村田機械労組
- ヤンマー労組
- 横河電機労組
- リケン労組

## 組織内議員
参議院議員選挙においては、3年ごとに日本基幹産業労働組合連合会と相互推薦する形で組織内候補を擁立している。
2019年の第25回参議院議員通常選挙までは国民民主党を支持していたが、2020年の再編に伴い、立憲民主党を基軸に、連合が支援する政党を支持・支援する立場をとり、旧民主党勢力を中心とした”大きな塊”の必要性を主張している。
第50回衆議院議員総選挙では大嶽理恵を組織内候補として擁立し、比例東海ブロックで当選した。
衆議院議員
- 大嶽理恵（愛知14区／比例東海）

参議院議員
- 郡山玲（比例区）